# Gabinio Vettio Probiano
Gabinio Vettio Probiano (latino: Gabinius Vettius Probianus; fl. fine del IV-inizio del V secolo) è stato un politico romano, praefectus urbi di Roma in data imprecisata (probabilmente nel 377), e restaurò diversi monumenti del Foro romano.

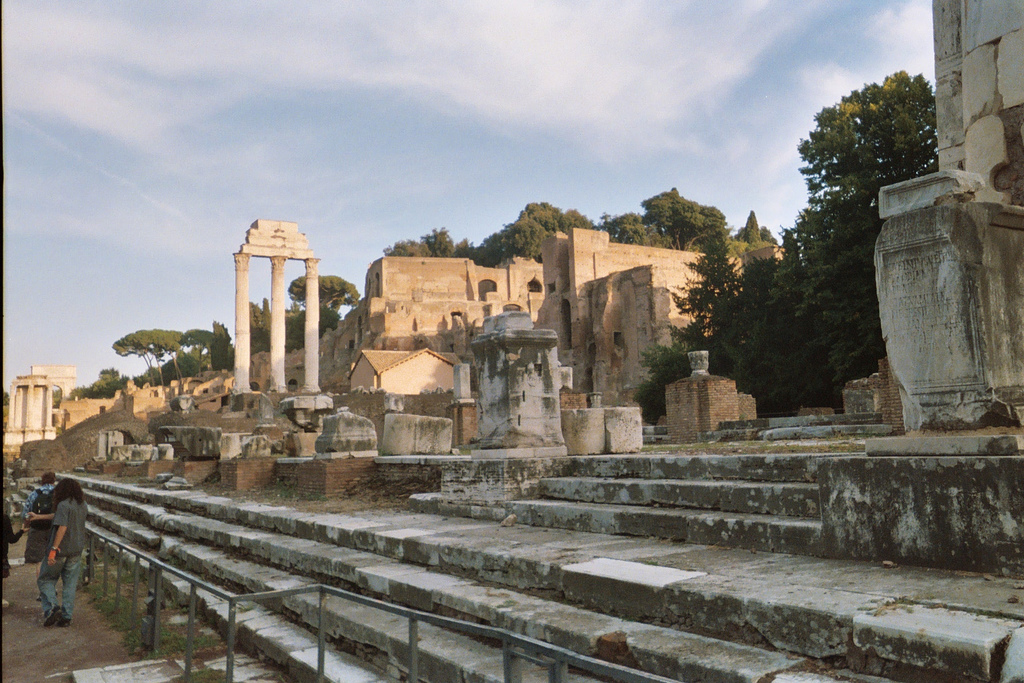
I resti della Basilica Giulia nel Foro romano; le due basi sono quelle di due statue erette da Probiano.

Probiano è noto attraverso diverse iscrizioni relative a basi di statue da lui erette mentre ricopriva la carica di praefectus urbi di Roma. In particolare, egli eresse o ri-eresse statue di fronte alla Basilica Emilia, alla Basilica Giulia e alla Curia Iulia. Secondo studi recenti, quello di Probiano fu un programma di abbellimento del Foro attraverso l'erezione di statue, probabilmente di suoi illustri predecessori, di fronte alle strutture architettoniche restaurate.
La data della prefettura di Probiano è nota solo con qualche dubbio. Due Probiano, infatti, sono attestati in carica come praefecti urbi nel IV e V secolo, il Probiano prefetto il 17 settembre 377 e il Probiano prefetto nel 416; Gabinio Vettio è identificato col primo, mentre il secondo sarebbe Rufio Probiano.